# Trefcon
Trefcon è un comune francese di 83 abitanti situato nel dipartimento dell'Aisne della regione dell'Alta Francia.

## Storia

### Prima guerra mondiale
Dopo la battaglia delle Frontiere dal  7 al 24 agosto 1914, di fronte alle perdite subite, lo stato maggiore francese decise di ritirarsi dal Belgio. Il 28 agosto 1914, i tedeschi occuparono il villaggio e proseguirono la loro via verso ovest . Da allora ebbe inizio l'occupazione che durò fino all'ottobre 1918. Durante tutto questo periodo, Trefcon rimase lontano dai combattimenti, formatosi il fronte a una ventina di chilometri a ovest, verso Péronne. Il villaggio funse da base arretrata per l'esercito tedesco.
Nel febbraio 1917, il generale Hindenburg decise la creazione d'una linea difensiva dietro il fronte; questa linea Hindenburg di fortificazioni s'appoggiava sul canale di San Quintino. Come tutti i villaggi che si trovavano davanti a questa linea, Trefcon fu rasa al suolo : la chiesa, la scuola e le abitazioni furono fatte esplodere con la dinamite e incendiate; tutti gli alberi furono segati a un metro dal suolo. Prima, il 27 febbraio 1917, gli abitanti del villaggio furono evacuati verso Vraignes-en-Vermandois che fu risparmiata per servire da rifugio alla popolazione civile.
Dopo l'Armistizio, poco a poco, gli abitanti evacuati tornarono, ma la popolazione, dai 170 abitanti nel 1911, non raggiunse più che i 96 nel 1921: praticamente la metà. 
Per le sofferenze patite dalla popolazione nei quattro anni di occupazione e i danni agli edifici, il comune è stato insignito della Croce di guerra francese 1914-1918 il 17 ottobre 1920.
Sul monumento ai caduti sono scritti i nomi dei 5 soldati del comune morti per la Francia, così come quelli delle due
vittime civili.

## Società

### Evoluzione demografica
Abitanti censiti